# Sally Phillips
Sally Phillips est une actrice et scénariste britannique née le 10 mai 1969 à Hong Kong.

## Filmographie

### Actrice

#### Cinéma
- 1999 : Coup de foudre à Notting Hill : Caroline
- 2000 : Born Romantic : Suzy
- 2001 : Le Journal de Bridget Jones : Shazza
- 2001 : Nadia : Karen
- 2001 : Carton rouge : Tracey
- 2004 : Tooth : Maman
- 2004 : Gladiatress : Worthaboutapig
- 2004 : Bridget Jones : L'Âge de raison : Shazza
- 2004 : Churchill: The Hollywood Years : une serveuse
- 2006 : BoyTown : Holly
- 2007 : BoyTown Confidential : Holly
- 2011 : The Decoy Bride : Emma
- 2015 : Set the Thames on Fire : Colette
- 2015 : Burn Burn Burn : Ingrid
- 2016 : Orgueil et Préjugés et Zombies : Mme Bennet
- 2016 : Bridget Jones Baby : Shazza
- 2017 : The Rizen : la femme en costume
- 2017 : Ferdinand : Greta
- 2018 : You, Me and Him : Amy
- 2018 : The Rizen 2 : la femme en costume
- 2018 : The More You Ignore Me : Marie Henty
- 2019 : Music of My Life (Blinded by the Light) : Mme Anderson
- 2024 : Modi de Johnny Depp
- 2025 : Bridget Jones : Folle de lui: Shazza

#### Télévision
- 1995 : Six Pairs of Pants : plusieurs personnages (3 épisodes)
- 1995 : Alas Smith and Jones (2 épisodes)
- 1995-1996 : Fist of Fun : Sally, Laura et autres personnages
- 1997 : Holding the Baby : Laura
- 1997 : I'm Alan Patridge : Sophie (6 épisodes)
- 1998 : Dans le rouge : Jemma White (3 épisodes)
- 1998 : You Are Here : Laura
- 1999 : Kiss Me, Kate : Natalie (1 épisode)
- 1999 : Hippies : Jill Sprint (6 épisodes)
- 1999-2017 : Embrasse le poney : plusieurs personnages (24 épisodes)
- 2002 : Rescue Me : Les Héros du 11 septembre : Katie Nash (6 épisodes)
- 2005 : French and Saunders : une invitée (1 épisode)
- 2006 : Green Wing : Holly Hawkes (4 épisodes)
- 2006 : The Amazing Mrs Pritchard : Meg Bayliss (5 épisodes)
- 2006-2009 : Jam and Jerusalem : Tash Vine (18 épisodes)
- 2008 : Harley Street : Izzy (1 épisode)
- 2009 : Svengali : Michelle
- 2009 : Skins : Angela Moon (1 épisode)
- 2009-2017 : Miranda : Tilly (15 épisodes)
- 2011 : Flics toujours : Samantha Gerson (1 épisode)
- 2011 : Moving On : Christina (1 épisode)
- 2012 : Parents : Jenny Pope (6 épisodes)
- 2013-2017 : Veep : Minna Häkkinen (4 épisodes)
- 2014 : The Supervet : la narratrice (4 épisodes)
- 2015 : Meurtres au paradis : Cheryl Moore (1 épisode)
- 2016 : Galavant : Ivanna (1 épisode)
- 2016 : Inspecteur Barnaby : Lucy Keswick (1 épisode)
- 2016-2017 : Zapped : Slasher Morgan (4 épisodes)
- 2017 : Henry IX : la reine Katerina (3 épisodes)
- 2018 : La Foire aux vanités : Lady Steyne

### Scénariste
- 1995 : Six Pairs of Pants : 3 épisodes
- 1998 : You Are Here
- 1999-2017 : Embrasse le poney : 24 épisodes
- 2007 : Meet Marty Boomstein
- 2011 : The Decoy Bride
- 2016 : A World Without Down's Syndrome?